# Società Sportiva Gubbio 1938-1939
Questa voce raccoglie le informazioni riguardanti la Società Sportiva Gubbio nelle competizioni ufficiali della stagione 1938-1939.

## Rosa
| N. |                   | Ruolo | Calciatore            |
| -- | ----------------- | ----- | --------------------- |
|    | Italia (bandiera) | D     | Francesco Angeletti   |
|    | Italia (bandiera) |       | Tiberino Ansidei      |
|    | Italia (bandiera) | D     | Mario Baldelli        |
|    | Italia (bandiera) | C     | Giuseppe Bei Clementi |
|    | Italia (bandiera) |       | Renato Bettini        |
|    | Italia (bandiera) | A     | Gaspare Cardinali     |
|    | Italia (bandiera) | D     | Giuseppe Gambini      |
|    | Italia (bandiera) | D     | Angelo Mattei         |

| N. |                   | Ruolo | Calciatore        |
| -- | ----------------- | ----- | ----------------- |
|    | Italia (bandiera) |       | Alfredo Minarelli |
|    | Italia (bandiera) |       | Mario Mosconi     |
|    | Italia (bandiera) | D     | Ubaldo Nafissi    |
|    | Italia (bandiera) | A     | Antonio Pallotta  |
|    | Italia (bandiera) |       | Ubaldo Pannucci   |
|    | Italia (bandiera) |       | Eros Roccarelli   |
|    | Italia (bandiera) |       | Alberto Sacchetti |